# (3494) Purple Mountain
(3494) Purple Mountain ist ein Asteroid des Hauptgürtels, der am 7. Dezember 1980 am Purple-Mountain-Observatorium in Nanjing entdeckt wurde. 
Der Asteroid trägt den Namen des Observatoriums, an dem er entdeckt wurde.